# Frohnhausen (Wüstung)

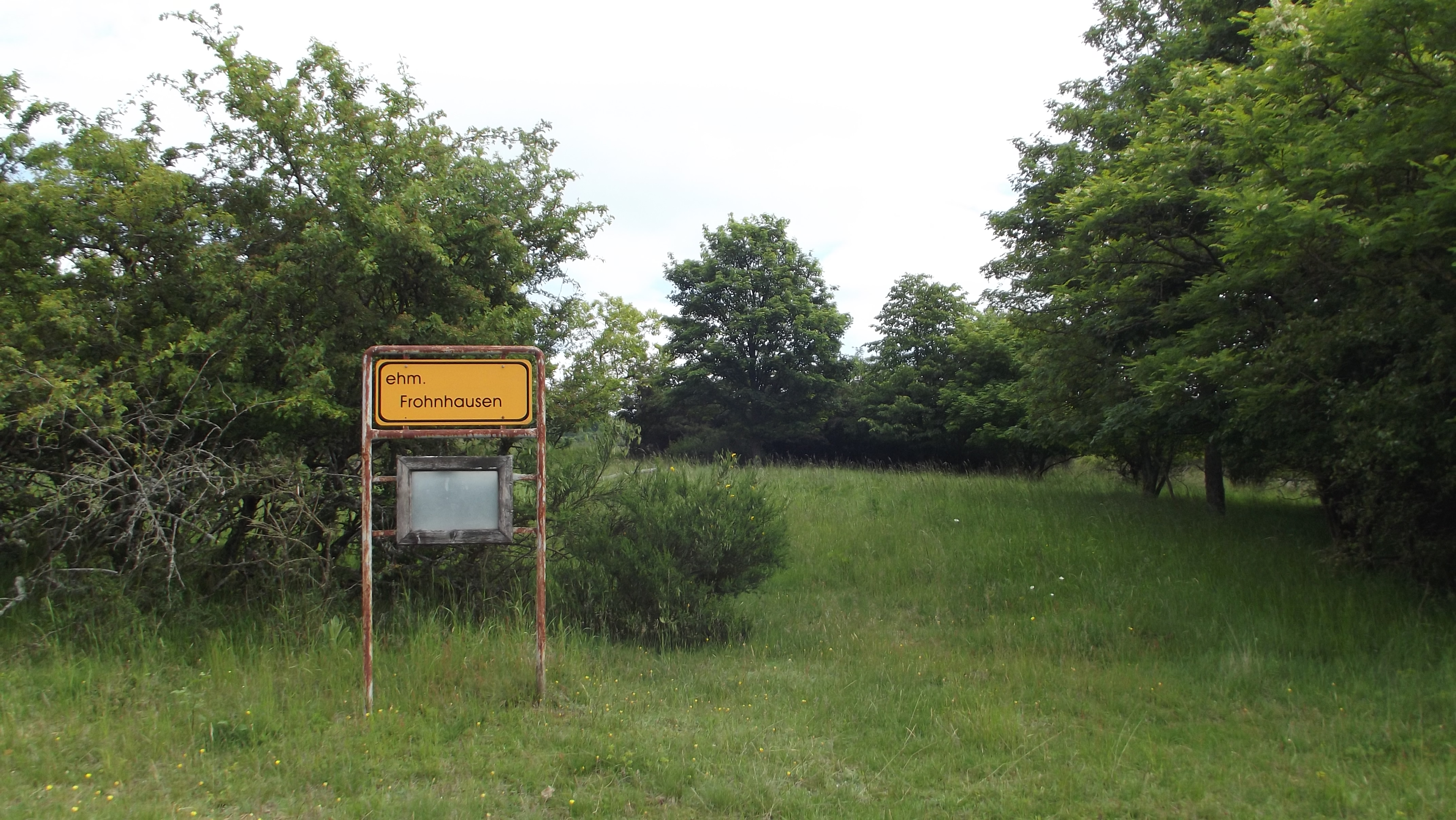
Schild Frohnhausen

Frohnhausen war ein Ort auf dem Gelände des heutigen Truppenübungsplatzes Baumholder südlich der Nahe in Rheinland-Pfalz. 1933 lebten 188 Einwohner in Frohnhausen. 1938 wurde der Ort wegen der Errichtung des Truppenübungsplatzes aufgegeben, in den Folgejahren eingeebnet und zur Wüstung. Die Einwohner zogen zumeist in die umliegenden Ortschaften außerhalb des Truppenübungsplatzes.
Das Kriegerehrenmal für die Gefallenen und Vermissten des Ersten Weltkriegs wurde gemeinsam mit den Ehrenmalen der anderen aufgelassenen Gemeinden an den so genannten „Ehrenhain“ in Erzweiler verlegt.
Frohnhausen wurde 1388 erstmals erwähnt. Die Territorialgeschichte teilte der Ort mit dem nahegelegenen Baumholder, zu dessen Stadtgebiet die frühere Gemarkung seit 1994 gehört. Das Dorf war Bestandteil der evangelischen Kirchengemeinde Baumholder.